# Chitose
Chitose (jap. 千歳市, -shi) ist eine Stadt in der Unterpräfektur Ishikari auf der Insel Hokkaidō (Japan).

## Geographie
Chitose liegt südlich von Sapporo. Der westlichste Teil des Stadtgebiets rund um den Shikotsu-See gehört zum Shikotsu-Tōya-Nationalpark.

## Verkehr
Auf dem Stadtgebiet von Chitose befindet sich der Flughafen Neu-Chitose, der wichtigste Flughafen Hokkaidōs, der auch die Präfekturhauptstadt Sapporo erschließt.
Durch die Stadt verläuft die Chitose-Linie mit den Bahnhöfen Chitose und Minami-Chitose. Letzterer ist Ausgangspunkt der Sekishō-Linie in den Osten der Insel und der Zweigstrecke zum Flughafenbahnhof Neu-Chitose.
Chitose ist über die Dōō-Autobahn sowie über die Nationalstraßen 36, 234, 274, 276, 337 und 453 erreichbar.

## Städtepartnerschaften
- Anchorage

## Söhne und Töchter der Stadt
- Chiyotaikai Ryūji (* 1976), Sumōringer
- Masako Hozumi (* 1986), Eisschnellläuferin

## Angrenzende Städte und Gemeinden
- Sapporo
- Eniwa
- Tomakomai
- Date
- Shiraoi
- Yuni
- Naganuma (Hokkaidō)
- Abira